# Boemstvo
Boemstvo je naziv za netipičan načina života, koji označava individualni stav ljudi prema postojećem društvenom stanju. Progresivnost boemstva očituje se u njegovoj pobuni protiv ustaljenih društvenih formi, traženju novih umjetničkih formi i neprestanoj borbi za slobodu umjetničkog izričaja. Boemi se često nalaze u društvu istomišljenika te su u potrazi za glazbenim, umjetničkim, književnim ili duhovnim formama. Boemi se često opisuju kao lutalice, avanturisti ili skitnice. Boemština je povijesni i književni izričaj iz 19. stoljeća koji sredinu mladih metropolitanskih umjetnika i intelektualaca, a posebno onih iz Latinske četvrti u Parizu, svrstava u kontekst siromaštva, gladi, idealizacije umjetnosti i odbojnosti prema novcu te zahvalnosti prema prijateljstvu. Na temelju ovog izričaja najrazličitije supkulture stvarnog svijeta često u prenesenom značenju dobivaju epitet "boemsko", a pogotovo (ali ne i isključivo) ako pokazuju obilježja prekarijata.
Izraz boem dolazi od francuske riječi La bohème, a sredinom 19. stoljeća i korištena je za opisivanje umjetnika, glumaca, glazbenika, pisaca i novinara koji su živjeli netipičnim načinom života u velikim europskim gradovima.
Boemi su kroz povijest često bili opisani kao nekonvencionalni ili kao oni koji se protive političkim ili društvenim stajalištima, a svoje nezadovoljstvo i stajališta često su izražavali kroz slobodnu ljubav i štedljivost. U suštini, živjeli su jednostavnim životom ili životom u kamperima bez stalnog zaposlenja i prihoda. Ekonomski privilegiraniji, bogatiji ili čak aristokratski boemski krug ponekad se naziva haute bohème (doslovno "gornja boema").
La bohème bio je uobičajeni izraz za Rome u Francuskoj, odnosno za nomade porijeklom iz Češke, a za koje se smatralo da su stigli u Francusku u 15. stoljeću preko Boemije. Boemstvo i njegov pridjev boemski u ovom specifičnom kontekstu nisu povezani s domaćim stanovnicima povijesne regije Češke (Česima).

## Porijeklo

### Europsko boemstvo
U francuskoj su se književni i umjetnički boemi povezani s lutajućim romskim narodom. Izraz boem dolazi od francuske riječi boheme, koja je označavala Rome nomade porijeklom iz Češke, odnosno povijesne pokrajine i današnje kraljevine Boemije. Književni boemi i Romi bili autsajderi, odvojeni od konvencionalnog društva i neobuhvaćeni neodobravanjem istog. Korištenje francuskog izraza za označavanje Roma sada je staromodno i arhaično, a taj izraz nosi konotaciju tajanstvenog prosvjetljenja (i smatraju se antonimima riječi sitničavost) i rjeđe pogrdnu konotaciju nebrige o osobnoj higijeni i bračnoj vjernosti.
U francuskoj operi Carmen (1876.), smještenoj u španjolskom gradu Sevilli, istoimeni se lik u libretu Meilhaca i Halévyja naziva "bohémienne". Njezina prepoznatljiva arija opisuje ljubav kao "cigansko dijete" (enfant de Bohême), koje ide kamo želi i ne poštuje nikakve zakone.
Zbirka kratkih priča Henrija Murgera pod nazivom Scènes de la vie de bohème (Prizori boemskog života), objavljena 1845., napisana je da veliča i podrži boemski način života. Murgerova zbirka bila je temelj opere La bohème (1896.) Giacoma Puccinija.
U Engleskoj je pojam boema i boemstva prvi popularizirao William Makepeace Thackeray u svom romanu Sajam taštine, objavljenom 1848. Javno mišljenje o alternativnom načinu života koji su navodno vodili umjetnici dodatno je oblikovano popularnim romanom Georgea du Mauriera o boemskoj kulturi Trilby (1894.). Roman opisuje sudbinu tri prognana engleska umjetnika, irske manekenke i dva živopisna srednjoeuropska glazbenika u umjetničkoj četvrti Pariza.
U španjolskoj književnosti, boemski se utjecaj može vidjeti u drami Luces de Bohemia književnika Ramóna del Valle-Inclána, koja je objavljena 1920. godine.
Charles Aznavour je u svojoj pjesmi La Bohème opisao boemski način života na Montmartreu, a u filmu Moulin Rouge! (2001) opisuje se boemski stil života glumaca i umjetnika na istom mjestu i to na prijelazu u 20. stoljeće.

### Američko boemstvo
Pedesetih godina 19. stoljeća boemska se kultura počela javljati u Sjedinjenim Američkim Državama putem imigracije. U New Yorku 1857. 20-ak mladih, obrazovanih novinara dobivalo je na popularnosti sve do početka američkog građanskog rata 1861. kao samoproglašenih boema. Okupljali su se u njemačkom kafiću na Broadwayu koji se zvao Pfaff's beer cellar. Njihov je vođa bio Henry Clapp Jr., a najznačajniji članovi bili su Ada Clare, Walt Whitman, Fitz Hugh Ludlow i glumica Adah Isaacs Menken.
Američki građanski rat prekinuo je djelovanja drugih sličnih skupina u drugim gradovima jer su novinari trebali izvještavati o sukobu. Tijekom rata mnogi su dopisnici i novinari počeli preuzimati nadimak boema, pa je isti postao sinonimom za novinskog pisca. Godine 1866. ratni dopisnik Junius Henri Browne, koji je pisao za New York Tribune i Harper's Magazine, opisivao je boemske novinare kao što je on, a opisivao je i bezbrižne žene i vedre muškarce koje je upoznao tijekom ratnih godina.
Novinar iz San Francisca Bret Harte prvi je pisao pod pseudonimom "Boem" u The Golden Era 1861. godine, a sa tom je ličnošću sudjelovao u mnogim satirama koje su i objavljene u njegovoj knjizi Novine boema 1867. godine. Harte je napisao: "Boemstvo nikada nije bilo geografski određeno, ali svakog vedrog dana kad sunce zađe, ako se popnete na Telegraph Hill, vidjet ćete njegove ugodne doline i brda prekrivena oblacima koji svjetlucaju na zapadu..."
Mark Twain je sebe i Charlesa Warrena Stoddarda uvrstio u kategoriju boema 1867. godine. Godine 1872., skupina novinara i umjetnika koji su se u San Franciscu redovito okupljali zbog kulturnih aktivnosti željeli su svojoj grupi nadjenuti ime, a kao glavni prijedlog bio je pojam boem rođen je Klub boema. Članovi kluba koji su bili poznatiji, uspješni, ugledni članovi društva te ugledni obiteljski ljudi, reformirali su vlastito značenje boemstva kako bi uključili ljude poput njih koji su bili hedonisti, sportaši i ljubitelji likovne umjetnosti.

Kanadski skladatelj Oscar Ferdinand Telgmann i pjesnik George Frederick Cameron napisali su pjesmu "Boem" koja se izvodila u operi Leo, kraljevski kadet 1889. godine.
Kontroverzni američki pisac i član Kluba boema Gelett Burgess, koji je smislio riječ blurb (kratak opis nekog djela) te opisao neutvrđeno mjesto Boemija kao:
Pijanist Rafael Joseffy osnovao je 1907. u New Yorku sa svojim prijateljima, kao što je Rubin Goldmark, organizaciju pod nazivom Boemi (Njujorški klub glazbenika). U blizini Times Squarea, Joel Rinaldo vodio je restoran pod nazivom "Joel's Bohemian Refreshery", gdje se okupljala bohemska publika od prije prijelaza u 20. stoljeće do prohibicije. Mjuzikl Rent Jonathana Larsona, a posebno pjesma " La Vie Boheme ", prikazali su postmodernu boemsku kulturu New Yorka krajem 20. stoljeća.
U svibnju 2014., radijska priča na NPR-u nakon stoljeća i pol sugerirala je da je među najnovijom generacijom američkih umjetnika prestao biti popularan boemski način življenja, odnosno život u siromaštvu za dobrobit umjetnosti. U prilogu je nedavna maturantica Rhode Island škole dizajna opisala njezine kolege iz razreda koji su pokazivali slab interes za životom u potkrovlju i jedenju instant rezanaca. 

## Poznati boemi
Pojam boema povezivao se s raznim umjetničkim ili akademskim zajednicama, a koristi se i kao opći pridjev koji opisuje ljude koji se kreću u takvim zajednicama, njihovo okruženje ili situacije: boem (boho —neformalno) je definiran u Rječniku američkog  fakulteta kao "osoba s umjetničkim ili intelektualnim tendencijama, koja živi i djeluje ne obazirući se na konvencionalna pravila ponašanja".
Mnoge istaknute europske i američke ličnosti 19. i 20. stoljeća pripadale su boemskoj supkulturi pa bi svaka opsežna lista boema bila poprilično duga. Boemstvo su odobravali neki buržoazijski pisci kao što su Honoré de Balzac, ali većina konzervativnih kulturnih kritičara ne prihvaća boemski način života. 
U Boemskom proglasu: Terenski vodič za život na rubu, autor Laren Stover dijeli boeme prema pet različitih načina razmišljanja ili stilova:
- Utabani: odnosno lutalice, ali nematerijalistički i usmjereni na umjetnost
- Kicoš : nemaju novca, ali pokušavaju se prikazati kao da ga imaju kupnjom i izlaganjem skupih ili rijetkih predmeta – poput marki alkohola[19]
- Cigani: iseljenički tipovi, oni stvaraju svoj vlastiti ciganski ideal nirvane kamo god krenu
- Novi boemi: bogati boemi koji se pokušavaju uklopiti u tradicionalno  boemstvo sa suvremenom kulturom
- Zen: "poslije-utabanih", usmjereni na duhovnost, a ne na umjetnost

Američku svjetsku putnicu, avanturisticu, nasljednicu i mističarku Aimée Crocker, svjetski tisak 1910-ih prozva "kraljicom Boemstva" jer je živjela nesputanim, seksualno oslobođenim i agresivno individualiziranim životom u San Franciscu, New Yorku i Parizu. Najveći dio bogatstva kojeg je naslijeđenog od oca Edwina B. Crockera, željezničkog tajkuna i kolekcionara umjetnina, potrošila je na putovanja po cijelom svijetu (najduže se zadržavala u Indiji, Japanu i Kini i na Havajima) i zabave sa svojim poznatim umjetnicima vremena kao što su Oscar Wilde, Robert Louis Stevenson, Mark Twain, obitelj Barrymore, Enrico Caruso, Isadora Duncan, Henri Matisse, Auguste Rodin i Rudolph Valentino. Crocker je imala brojne afere te se udavala pet puta u pet različitih desetljeća svog života, a svaki muškarac bio je u dvadesetima. Bila je poznata po svojim tetovažama i zmijama koje je držala kao ljubimce, a navodno je osnovala i prvu budističku koloniju na Manhattanu. Duhovno radoznala, Crocker je imala desetogodišnju vezu s okultistom Aleisterom Crowleyem i bila je predana učenica Hatha Yoge. 
Američki pjesnik i romanopisac Maxwell Bodenheim, bio je poznat kao kralj boema iz Greenwich Villagea tijekom 1920-ih, a njegova djela donijela su mu međunarodnu slavu tijekom Doba jazza.
U 20. st. u SAD-u boemski utjecaj bio je vidljiv 1940-ih kod hipstera, 1950-ih u Beat generaciji odnosno Generacija lutalica (William S. Burroughs, Allen Ginsberg, Jack Kerouac i Lawrence Ferlinghetti) te mnogo raširenije kod kontrakulture 1960-ih i hipija iz 1960-ih i 1970-ih.
Dugina okupljanja mogu se smatrati još jednim suvremenim svjetskim izrazom boemskog utjecaja. Američki primjer je Burning Man, godišnji interaktivni umjetnički festival koji se održava u pustinji Nevade.
Godine 2001. politički i kulturni komentator David Brooks utvrdio je da velik dio kulturnog etosa dobrostojećih Amerikanaca srednje klase potječe od boema, stvarajući oksimoron "Buržoazijski boemi" ili "Bobos". Sličan pojam u Njemačkoj je Bionada-Bidermajer, njemački neologizam iz 2007. koji kombinira Bionadu (popularan brend limunade) i Bidermajer (doba introspektivne srednjoeuropske kulture između 1815. i 1848.). Ovaj izraz uveo je njemački novinar Henning Sußebach 2007. godine, u članku koji se pojavio u Zeitmagazinu  koji se odnosio na berlinski način života odnosno o načinu života u Berlinu, odnosno Prenzlauer Berg. Ovaj pojam postao je popularan i od tada se citira i spominje.  Njemačka TV kuća ARD koristila je naslov Boem i Bidermajer u dokumentarcu iz 2009. koji je pričao o berlinskom Prenzlauer Bergu. Glavni protagonisti dokumentarca pridonijeli su imidžu takozvanog raja (izvorne i odgajajuće) dobrostojeće svojte, prikazujući kafiće u kojima "Bionada-Bidermajer pijucka iz Pravedne-trgovine ".

## Vanjske poveznice
- Bohemizam i kontrakultura (Arhivirano iz originala )
- Bohemianism, BBC Radio 4 diskusija s Hermionom Lee, Virginijom Nicholson i Grahamom Robbom ( U naše vrijeme, 9. listopada 2003.)